# Halle Janemar
Harald "Halle" Janemar (Uppsala, 4 de maig de 1920) va ser un ciclista i patinador de velocitat suec, que competí en categoria amateur. Com a ciclista destaca la victòria al Campionat de Suècia en contrarellotge de 1944, la Scandinavian Race Uppsala de 1945 i una medalla de bronze al Campionat del Món en pista de 1946. Com a patinador de velocitat va participar en els Jocs Olímpics d'Hivern de 1948, on fou onzè en la prova dels 500 metres del programa de patinatge de velocitat.

## Palmarès en ciclisme
- 1944
  -  Campió de Suècia en contrarellotge
- 1945
  - 1r a la Scandinavian Race Uppsala